# Palazzo di Giustizia (Firenze)
Il Palazzo di Giustizia, Palagiustizia, o Tribunale Nuovo di Firenze si trova in viale Guidoni, nel quartiere di Novoli, nella parte occidentale della città.
L'ideazione del palazzo, il cui progetto finale porta la firma di Leonardo Ricci, risale agli anni ottanta del XX secolo. Esso è in linea con gli sviluppi più avveniristici degli stilemi architettonici di Michelucci che caratterizzano i progetti elaborati da Ricci in quel periodo. Per le sue forme spigolose, solenni e cupe il complesso è indicato dai fruitori e dalla stampa con il nome di "Gotham City".

## Storia
Sebbene il progetto preliminare risalga al 1988, i lavori di costruzione sono iniziati soltanto tra il 1999 e il 2000. Secondo le prime stime, il complesso avrebbe dovuto essere totalmente funzionante nella primavera del 2006, ma la costruzione si è protratta per i sei anni successivi. Nell'autunno del 2008, anche se gran parte delle strutture era stata completata, il cantiere era ancora aperto e il trasferimento degli uffici era in via di programmazione.
Con l'inizio di gennaio 2012 la nuova città della giustizia è divenuta operativa, con il definitivo trasferimento del Giudice di Pace, cui sono seguiti la Procura della Repubblica e l'ufficio del G.I.P. (Giudice delle Indagini Preliminari).
Il 23 gennaio 2012 è stata inaugurata la struttura dal Ministro della giustizia Paola Severino e dal Sindaco di Firenze Matteo Renzi: erano presenti le principali autorità locali.
Entro il mese di luglio 2012 è stato completato il trasferimento di tutti gli uffici giudiziari fiorentini (Tribunale, Corte d'Appello, Procura della Repubblica), ad eccezione del Tribunale per i minorenni, che per legge deve avere sede distinta da quella del tribunale ordinario.
Durante una cerimonia pubblica, tenutasi il 12 giugno 2015, il Palazzo di Giustizia di Firenze è stato intitolato al giurista e politico fiorentino Piero Calamandrei, uno dei Padri Costituenti della Repubblica Italiana.

## Descrizione generale
Si tratta di un colossale complesso realizzato nell'area ex-Fiat, destinato a riunire tutti gli uffici giudiziari sparsi nella città. L'operazione ha liberato molti edifici del centro storico (nove sedi) per altre destinazioni. Progettato dall'architetto Leonardo Ricci (nel frattempo scomparso), è lungo 240 metri e largo 146, con una torre di 76 metri, una delle più alte della città. La superficie edificabile occupata è di circa 800000 m². Si tratta del secondo più esteso palazzo di Giustizia italiano dopo quello di Torino.
I piani sottinterrati della nuova cittadella giudiziaria sono destinati alla funzione di archivio. Ai piani superiori si trovano le aule di dibattimento, alle quali si aggiungono due aule di assise e la maxi-aula poste al piano rialzato. Gli ultimi piani sono destinati agli uffici dei magistrati e delle procure. Vi lavorano diverse migliaia di persone fra giudici, avvocati, cancellieri e impiegati.
Il sito di viaggi VirtualTourist nel 2011 l'ha inserito al quinto posto tra i dieci edifici più brutti al mondo. Nel 2016 il critico d'arte Vittorio Sgarbi l'ha definito "luogo di una bruttezza sordida", affermando che costa 600 milioni di euro, quando invece ne costa 143 600 000 circa.

## Progetto architettonico

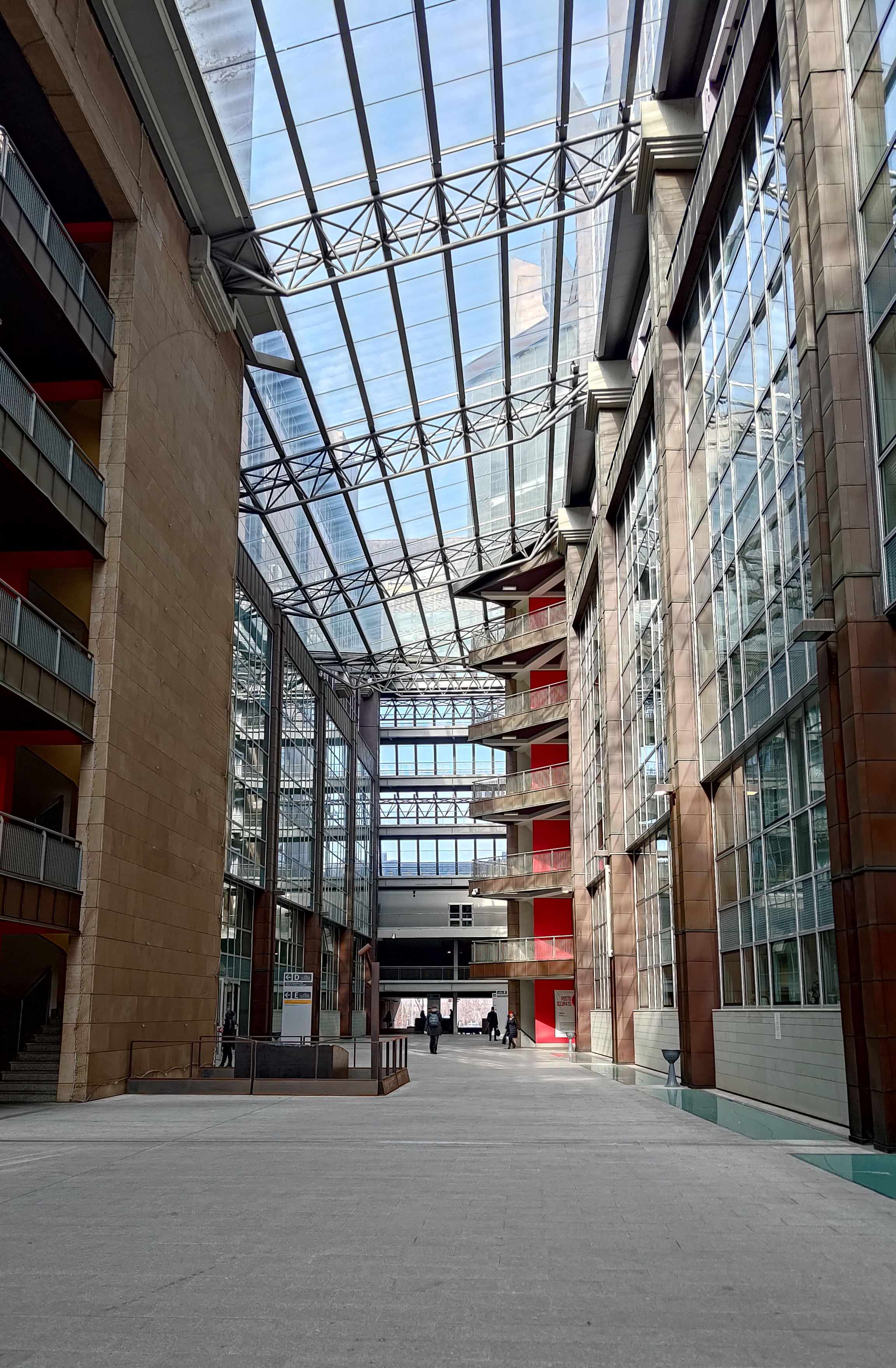
La "piazza" interna

Giovanni Michelucci, che insieme a Ricci era stato incaricato della redazione del progetto per il nuovo complesso, rinunciò all'incarico per inconciliabili divergenze pianificative e filosofiche riguardo al ruolo della giustizia nella società. Nonostante Michelucci abbia continuato a redigere schizzi dell'edificio, egli era ormai giunto ad un punto di non ritorno nella sua concettualizzazione della giustizia:
Per me il Palazzo di Giustizia è oggetto architettonico sbagliato. Io propongo la Città della Giustizia, perché voglio che in qualunque punto, in qualunque spazio della città, ci sia il senso e la certezza che tutto è giusto.
Ricci prosegue autonomamente nella redazione del progetto preliminare, profondamente segnato da questa visione. Egli stesso, infatti, crede che più che un palazzo si debba progettare una città della giustizia, ma al contempo pensa che essa possa costituirsi in un unico complesso di edifici. Un complesso formato da molteplici temi e discordi volumetrie, in sé compiuto e non per forza diffuso negli spazi della città. Con queste convinzioni viene elaborato il progetto presentato nel 1988.
Il progetto di massima, consegnato dallo studio di Leonardo Ricci alle istituzioni fiorentine nel 1988, differisce in numerosi dettagli dal progetto esecutivo della costruzione che è stata posta in opera a Novoli negli anni duemila. Il progetto del 1988 ruota intorno alla riconcettualizzazione ricciana dello spazio della basilica e della piazza coperta. Attorno a questi due nuclei fondamentali si aggregano i vari corpi del complesso architettonico.
L'impianto dei volumi si situa su una direttrice allungata da sud-est a nord-ovest. Questa frammentazione, creata attraverso una molteplicità di volumi e piani che si incastrano, cerca di trasportare all'esterno la complessità del contenuto. Il fronte rivolto verso il centro città (sud-est) è asimmetrico rispetto alla direzione principale. L'edificio che avrebbe dovuto ospita la Pretura enfatizza l'ingresso incentrando la tensione verso l'apertura della Basilica. Questa è sottolineata dalle due pareti inclinate che la delimitano: da una parte il triangolo-timpano della vela che si impone con la sua altezza e con il mezzo cerchio del rosone al centro, dall'altra il fronte inclinato di 45° gradi, rispetto all'asse principale, della sede dell'Ordine degli Avvocati che termina oltre l'infisso vetrato della basilica stessa. L'enorme triangolo della vela si ripete nel fronte principale, stilema ripreso dalle facciate irrisolte che secondo Ricci caratterizzano le basiliche cristiane. La scelta formale della grande parete inclinata (la velona) su viale Guidoni, contrapposta alle colline fiorentine, impone questa soluzione formale sul fronte verso Firenze.

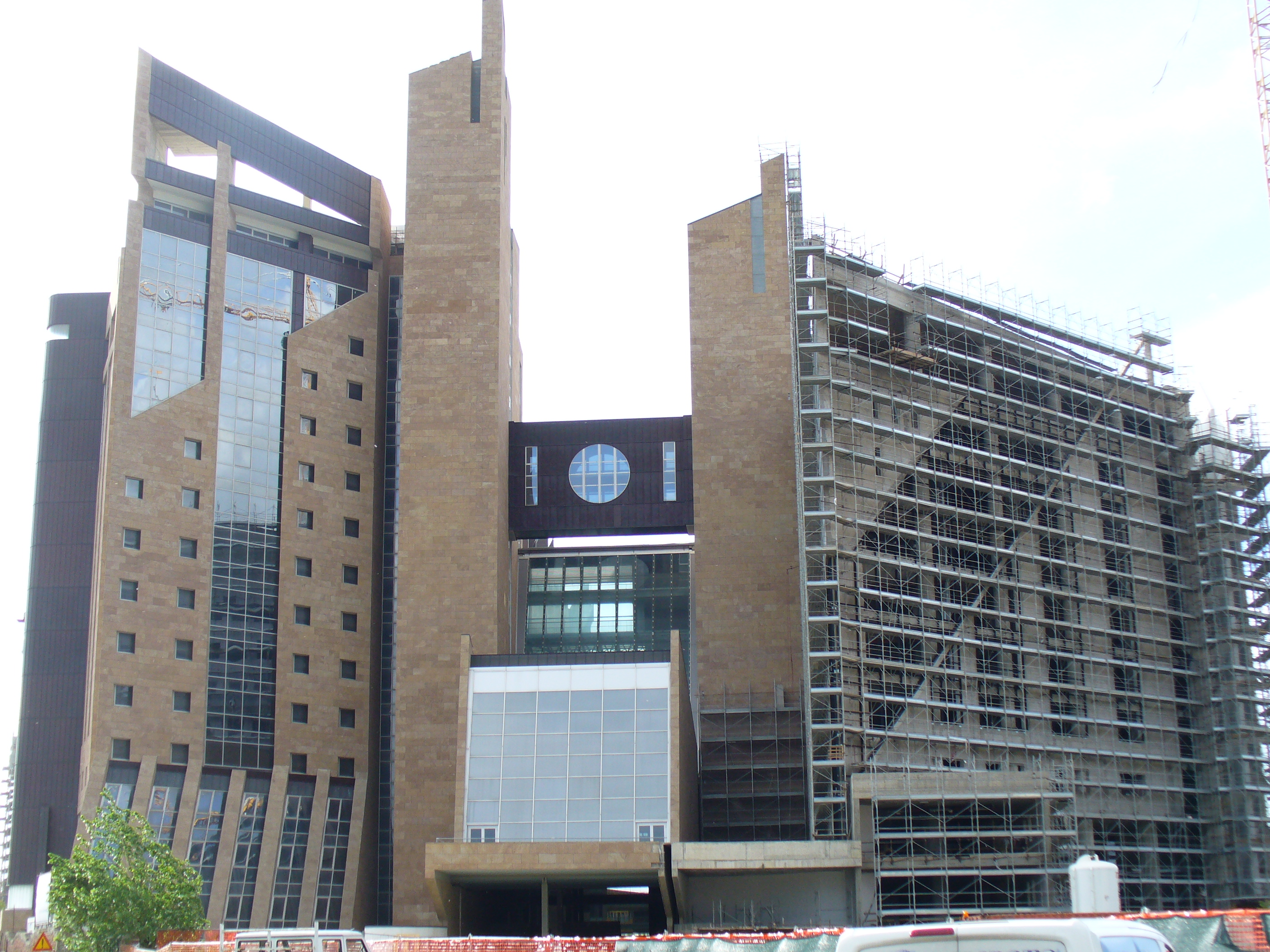
La facciata verso piazza Conti
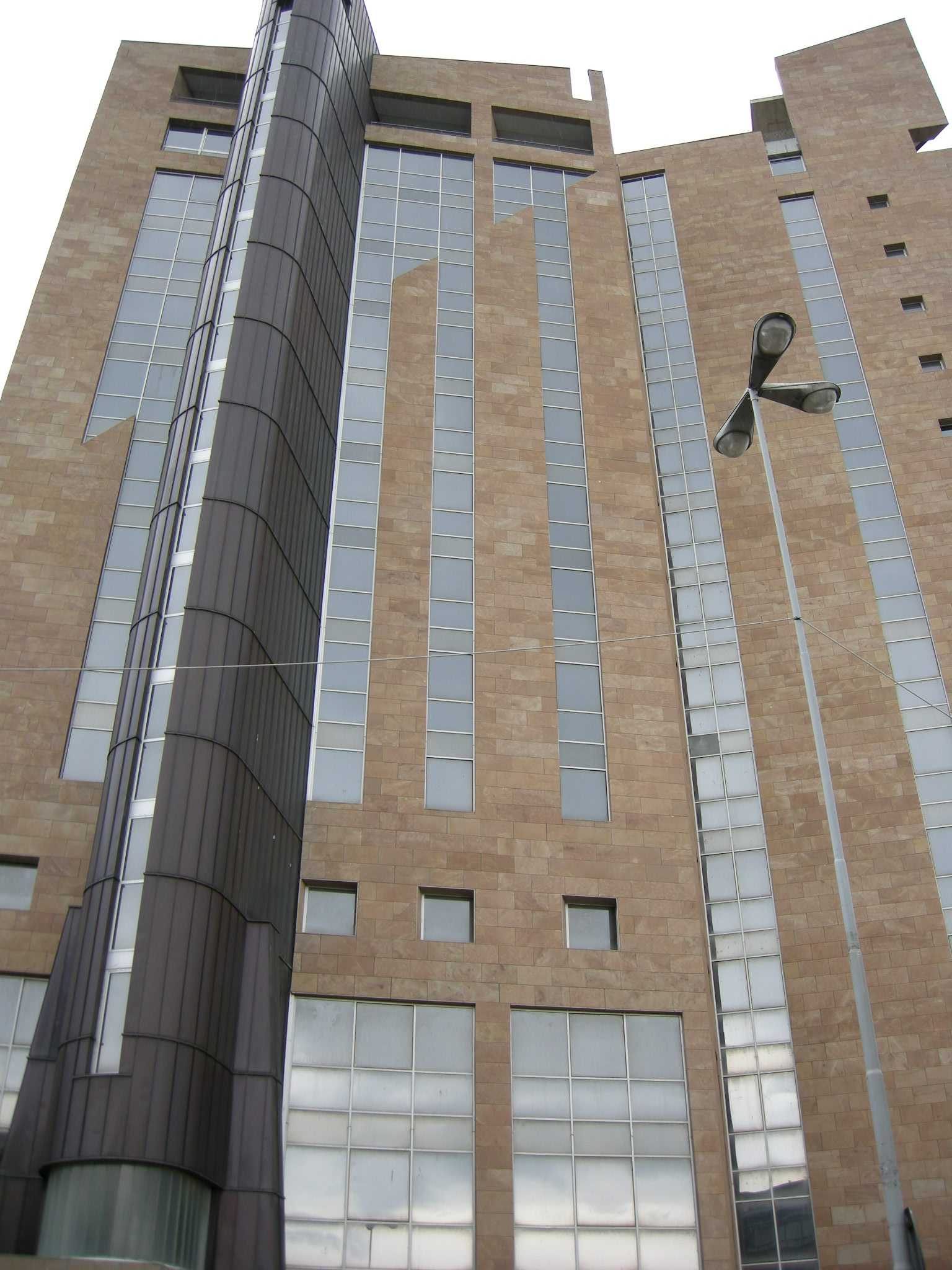
Una delle torri
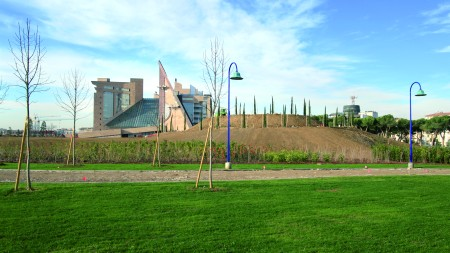
Vista dell'edificio in lontananza

La struttura interna che guida la mobilità dei fruitori è un nodo cruciale per Ricci. All'interno i ballatoi e i passaggi aerei rappresentano il tessuto connettivo per la disarticolazione volumetrica cercata dal progettista. I ballatoi ai piani superiori, che si affacciano all'interno, consentono agli attori sociali di ammirare e temere quello spazio sacrale nel quale si svolge uno degli apetti cruciali della tragedia umana, ovvero il giudizio e la valutazione degli operati del prossimo. 
Ricci elabora gli altri percorsi in netto contrasto, garantendo la libertà di fruizione degli spazi comuni ricalcando le dinamiche tipiche di uno spazio cittadino. La piazza coperta è la soluzione che rappresenta questa istanza. Uno spazio libero, con funzioni eterogenee, aperto su tutti i lati. Ricci circonda d'acqua l'intero organismo.